# EM i ishockey 1991 (kvinder)
Europamesterskabet i ishockey for kvinder 1991 var det andet EM i ishockey for kvinder. Mesterskabet blev arrangeret af International Ice Hockey Federation, og turneringen blev afviklet i Havířov og Frýdek-Místek, Tjekkoslovakiet i perioden 15. – 23. marts 1991 med deltagelse af ti hold.
EM-guldet blev vundet af de forsvarende mestre fra Finland, som i en gentagelse af EM-finalen fra 1989 vandt 2-1 over Sverige efter at have været bagud med 0-1 efter 2. periode. De afgørende finske mål blev scoret af Anne Haanpää og Marika Lehtimäki. Bronzemedaljerne blev vundet af Danmark, som besejrede Norge med 2-1 i bronzekampen, og som dermed vandt medaljer ved EM for kvinder for første og eneste gang.
Ved mesterskabet spillede holdene endvidere om fem pladser ved VM i 1992, og de ovenfor nævnte fire hold fik som europæiske deltagere ved VM selskab af Schweiz, der sluttede på 5.-pladsen.

## Resultater
De ti hold spillede først en indledende runde i to grupper med fem hold. Alle ti hold gik videre til placeringskampene, hvor vinderne af de to grupper mødtes i finalen, toerne spillede bronzekamp, mens de to treere gik videre til kampen om 5.-pladsen og den sidste VM-plads. Gruppefirerne spillede om 7.-pladsen, mens femmerne måtte tage til takke med kampen om 9.-pladsen.

### Indledende runde
De ti hold spillede i den indledende runde i to grupper med fem hold. Vinderne gik videre til finalen, mens toerne gik videre til bronzekampen. De øvrige hold gik videre til de resterende placeringskampe om de sekundære placeringer.

#### Gruppe A
Kampene i gruppe A blev spillet i Havířov.
| Dato  | Kamp               | Res. | Perioder        |
| ----- | ------------------ | ---- | --------------- |
| 15.3. | Holland - Norge    | 0-14 | 0-5, 0-6, 0-3   |
| 15.3. | Frankrig - Schweiz | 0-14 | 0-1, 0-7, 0-6   |
| 17.3. | Finland - Holland  | 20-0 | 9-0, 6-0, 5-0   |
| 17.3. | Norge - Frankrig   | 10-1 | 2-1, 4-0, 4-0   |
| 18.3. | Frankrig - Finland | 0-28 | 0-10, 0-11, 0-7 |
| 18.3. | Norge - Schweiz    | 7-2  | 2-0, 3-1, 2-1   |
| 20.3. | Schweiz - Finland  | 0-12 | 0-2, 0-5, 0-5   |
| 20.3. | Holland - Frankrig | 1-4  | 0-0, 1-2, 0-2   |
| 21.3. | Finland - Norge    | 11-0 | 7-0, 2-0, 2-0   |
| 21.3. | Schweiz - Holland  | 8-1  | 1-0, 2-1, 5-0   |

| Hold     | Kampe | Mål   | Point |
| -------- | ----- | ----- | ----- |
| Finland  | 4     | 71-01 | 8     |
| Norge    | 4     | 31-14 | 6     |
| Schweiz  | 4     | 24-20 | 4     |
| Frankrig | 4     | 05-53 | 2     |
| Holland  | 4     | 02-46 | 0     |

#### Gruppe B
Kampene i gruppe B blev spillet i Frýdek-Místek.
| Dato  | Kamp                             | Res. | Perioder      |
| ----- | -------------------------------- | ---- | ------------- |
| 15.3. | Tjekkoslovakiet - Tyskland       | 1-9  | 0-2, 1-5, 0-2 |
| 15.3. | Storbritannien - Danmark         | 0-4  | 0-2, 0-2, 0-0 |
| 16.3. | Tjekkoslovakiet - Sverige        | 0-15 | 0-8, 0-5, 0-2 |
| 16.3. | Tyskland - Storbritannien        | 6-0  | 4-0, 1-0, 1-0 |
| 18.3. | Storbritannien - Sverige         | 0-16 | 0-4, 0-4, 0-8 |
| 18.3. | Tyskland - Danmark               | 2-3  | 0-2, 2-1, 0-0 |
| 19.3. | Danmark - Sverige                | 1-12 | 1-4, 0-3, 0-5 |
| 19.3. | Tjekkoslovakiet - Storbritannien | 2-2  | 0-2, 1-0, 1-0 |
| 21.3. | Sverige - Tyskland               | 10-1 | 3-1, 2-0, 5-0 |
| 21.3. | Tjekkoslovakiet - Danmark        | 0-3  | 0-2, 0-0, 0-1 |

| Hold            | Kampe | Mål     | Point |
| --------------- | ----- | ------- | ----- |
| Sverige         | 4     | 53-20   | 8     |
| Danmark         | 4     | 011-141 | 6     |
| Tyskland        | 4     | 18-14   | 4     |
| Tjekkoslovakiet | 4     | 03-29   | 1     |
| Storbritannien  | 4     | 02-28   | 1     |

### Placeringskampe
| Dato               | Kamp                       | Res. | Perioder      | Spillested    |
| ------------------ | -------------------------- | ---- | ------------- | ------------- |
| Kamp om 9.-pladsen |                            |      |               |               |
| 23.3.              | Storbritannien - Holland   | 3-0  | 1-0, 1-0, 1-0 | Frýdek-Místek |
| Kamp om 7.-pladsen |                            |      |               |               |
| 23.3.              | Tjekkoslovakiet - Frankrig | 1-2  | 1-0, 0-1, 0-1 | Havířov       |
| Kamp om 5.-pladsen |                            |      |               |               |
| 23.3.              | Schweiz - Tyskland         | 6-2  | 2-1, 3-0, 1-1 | Frýdek-Místek |
| Bronzekamp         |                            |      |               |               |
| 23.3.              | Danmark - Norge            | 2-1  | 0-1, 0-0, 2-0 | Havířov       |
| Finale             |                            |      |               |               |
| 23.3.              | Finland - Sverige          | 2-1  | 0-1, 0-0, 2-0 | Frýdek-Místek |

### Medaljevindere
Tekst mangler, hjælp os med at skrive teksten

### Samlet rangering
| EM 1991 | EM 1991         | Kommentar                |
| ------- | --------------- | ------------------------ |
| Guld    | Finland         | Kvalificeret til VM 1992 |
| Sølv    | Sverige         | Kvalificeret til VM 1992 |
| Bronze  | Danmark         | Kvalificeret til VM 1992 |
| 4.      | Norge           | Kvalificeret til VM 1992 |
| 5.      | Schweiz         | Kvalificeret til VM 1992 |
| 6.      | Tyskland        |                          |
| 7.      | Frankrig        |                          |
| 8.      | Tjekkoslovakiet |                          |
| 9.      | Storbritannien  |                          |
| 10.     | Holland         |                          |